# J.T. Realmuto
Jacob Tyler Realmuto (Del City, Oklahoma, 18 de marzo de 1991), más conocido como J.T. Realmuto, es un jugador profesional estadounidense de béisbol que se desempeña en la posición de cácher en Philadelphia Phillies, equipo de las Grandes Ligas de Béisbol (MLB). Logró obtener dos Guantes de Oro.

## Carrera
Realmuto jugó como profesional cinco temporadas en Miami Marlins (2014-2018), después pasó a Philadelphia Phillies, donde lleva jugando seis temporadas.

## Premios
Fue galardonado con el Guante de Oro en dos oportunidades (2019 y 2022).